# Il mondo di notte numero 2
Il mondo di notte numero 2 è un film del 1961, diretto da Gianni Proia.